# 穴掘りモグラ
穴掘りモグラ（あなほりモグラ、Die Maulwurf Company）、またはモグラカンパニーは、1995年のドイツのボードゲーム。各プレイヤーの持つモグラたちが、地下深くにあるという伝説の宝「ゴールデンシャベル」を求めて競い合うというゲーム。子供向けだが、大人も楽しめる。
- 発売は、ドイツ・ラベンスバーガー社。
- 作者は、ベルトラム・カエス、ヴァージニア・チャーベス 。
- プレイ人数は2人～4人。プレイ時間は30分。対象年齢8歳以上。

- 1995年、ドイツ年間ゲーム大賞ノミネート。
- 1995年、ドイツゲーム大賞 4位。

## ゲームの概要
プレイヤーはモグラの形のコマを規定数持つ（プレイ人数による）。ボードは60度に交わる直線が多数引かれ（三角形の升目のようになり）、全体としては正六角形となっている。ボードはゲームの外箱にセットされる。
プレイヤーは最初にモグラコマをボードに順に配置する。コマはボードの直線の交点に置かれる。交点にあたる部分に穴が空いている箇所がいくつかあり、それらが最初の目的となる。
順にモグラを移動することになるが、サイコロは使わない。代わりに、1～4の数字が書かれたタイルが6枚、各プレイヤーに与えられる。最初にこれを裏返しよく混ぜておき、自分の手番でこれをめくる。出た数字だけ、自分のモグラを進ませる。進ませる際には、途中で曲がってはいけない、他のモグラとぶつかっては（越えては）いけないという制限がある。
ボードの穴が全てモグラで埋まったら、第一ラウンドは終了である。ボードをそのまま持ち上げると、次のボードが現れる。穴に入れなかったモグラはここで退場となり、少し地下に潜ったという設定での第二ラウンドとなる。これを繰り返し、残るモグラが減り、第四ラウンドでは穴はひとつにある。そこには「伝説のゴールデンシャベル」があるのである。第四ラウンドで勝ち抜いたただひとりのモグラが優勝。

## ゲームの特徴
ゲームボードが外箱と一体となり、階層構造になっているのが最大の特徴である。なお、これらの各階層は回転できるので、4枚のボードの毎回違った組み合わせが可能となる。
テーマもデザインも子供向けであるが、ゲームとしては十分なシステムである。
タイルを引いて出る数字はわからないが、6枚の内容はあらかじめわかっている（1,2,2,3,3,4）ため、多少の予想ができる。めくったタイルは戻さないため、手番が進むと予想の範囲がせばまり、6枚目はめくる前に確定していることになる。同時に他プレイヤーの動きも予想が可能で、それらを見込んで相手の邪魔をすることも考えると、それなりの戦略が必要となる。